# Grinneröds kyrka
Grinneröds kyrka är en kyrkobyggnad sedan 2011 i Ljungskile församling (tidigare Grinneröds församling) i Göteborgs stift. Den ligger i Grinneröd i Uddevalla kommun.

## Kyrkobyggnaden
Kyrkan har anor sedan medeltiden och delar av den äldre kyrkan ingår i den nuvarande kyrkan som är byggd 1858–59 av byggmästaren Anton Persson från Bollebygd. Invigningen skedde 7 september 1862. Den gamla kyrkan med medeltida ursprung som samtidigt revs, låg på samma plats, och den hade ett torn från 1700-talets mitt, som fick stå kvar och inkorporerades i det nya kyrkbygget. 
Kyrkan fick de för tiden vanliga nyklassicistiska grunddragen, men också några för tiden moderna drag, inspirerade av medeltida arkitektur, som exempelvis trappgavlar på tornet, vilket är mycket ovanligt i Bohuslän. 
Dragen är hämtade från den medeltida kyrkoarkitektur, som finns i Skåne och Danmark, vilket kan förklaras med att arkitekten Axel Nyström tidvis var verksam i Lund. Ursprungligen var avsikten att bygga om den gamla kyrkan, men man bedömde att murarna var så dåliga att de inte skulle klara detta, varför det endast blev tornet som behölls.
År 1902 genomgick kyrkan en invändig renovering, som introducerade det för sekelskiftet 1900 typiska dekorativa måleriet, med fältindelningar och schabloner, utfört av M. B. Wallström från Lödöse. Då byggdes också en vid korbåge som markering mellan kor och långhus. Vid nästa större renovering 1942 avlägsnade man sekelskifteskaraktären helt, och anknöt i stället till det klassicistiska formspråket i kombination med kyrkans egen historia där altaruppsats och predikstol från 1600-talet betonades. En sakristia byggdes också till vid den norra sidan, vilket innebar att korpartiet inne i kyrkan kunde renodlas, fritt från den tidigare sakristieavskärmningen. Korbågen från 1902 togs därför också bort. Senare arbeten har inte förändrat denna karaktär. Vid renoveringen 1997 flyttades altaret fram till ett fristående läge.

## Inventarier
- Dopfunten av sandsten är från 1600-talets andra hälft.
- Altaruppsats och predikstol i barockstil snidades på 1600-talet.